# Natação nos Jogos Pan-Americanos de 2003 - 200 m costas masculino
O evento dos 200 m costas masculino nos Jogos Pan-Americanos de 2003 foi realizado em 14 de agosto de 2003. Rogério Romero conseguiu outro ouro nos 200 m costas com 1:59.92. Seu primeiro ouro foi em 1991, seguido de uma prata em 1995.

## Medalhistas
| Ouro   | BRA Rogério Romero |
| Prata  | USA Luke Wagner    |
| Bronze | USA Joey Faltraco  |

## Recordes
| Recorde mundial       | Aaron Peirsol (USA)  | 1:55.15 | 20 de março de 2002  | Mineápolis |
| Recorde pan-americano | Leonardo Costa (BRA) | 1:59.33 | 04 de agosto de 1999 | Winnipeg   |

## Resultados
| Posição | Nadador                 | Eliminatórias | Eliminatórias | Final      |
| Posição | Nadador                 | Tempo         | Posição       | Tempo      |
| ------- | ----------------------- | ------------- | ------------- | ---------- |
| 1       | Rogério Romero (BRA)    | 2:04.58       | 4             | 1:59.92    |
| 2       | Luke Wagner (USA)       | 2:02.13       | 1             | 2:00.74    |
| 3       | Joey Faltraco (USA)     | 2:02.48       | 2             | 2:01.31    |
| 4       | Nicholas Neckles (BAR)  | 2:05.47       | 7             | 2:04.30    |
| 5       | Paulo Machado (BRA)     | 2:04.65       | 5             | 2:04.41    |
| 6       | Sean Sepulis (CAN)      | 2:03.62       | 3             | 2:04.67    |
| 7       | Diego Urreta (MEX)      | 2:05.36       | 6             | 2:05.08    |
| 8       | Juan Rodela (MEX)       | 2:05.91       | 8             | 2:06.39    |
|         |                         |               |               |            |
| 9       | Nicholas Bovell (TRI)   | 2:06.83       | 9             | 2:05.22 NR |
| 10      | Bradley Ally (BAR)      | 2:08.70       | 11            | 2:06.23    |
| 11      | Tobias Oriwol (CAN)     | 2:08.46       | 10            | 2:08.10    |
| 12      | Andrew MacKay (CAY)     | 2:11.52       | 14            | 2:08.88    |
| 13      | Carlos Canépa (PER)     | 2:09.39       | 12            | 2:10.17    |
| 14      | Carlos Prudencio (BOL)  | 2:12.34       | 15            | 2:12.18    |
| 15      | Kieran Locke (ISV)      | 2:12.85       | 17            | 2:12.21    |
| 16      | Chris Backhaus (DOM)    | 2:14.27       | 18            | 2:13.47    |
|         |                         |               |               |            |
| 17      | Guillermo Cabrera (DOM) | 2:11.21       | 13            | DNS        |
| 18      | Neisser Bent (CUB)      | 2:12.26       | 16            | DNS        |